# Districtul Harz
Districtul Harz este un district rural (în germană Landkreis) în landul Saxonia-Anhalt, Germania, care s-a format la data de 1 iulie 2007, prin unirea districtelor Halberstadt, Wernigerode și Quedlinburg. Centrul administrativ al districtului este orașul Halberstadt.